# Debora Pixner
Debora Pixner (Merano, 24 settembre 1992) è una sciatrice freestyle italiana.

## Biografia

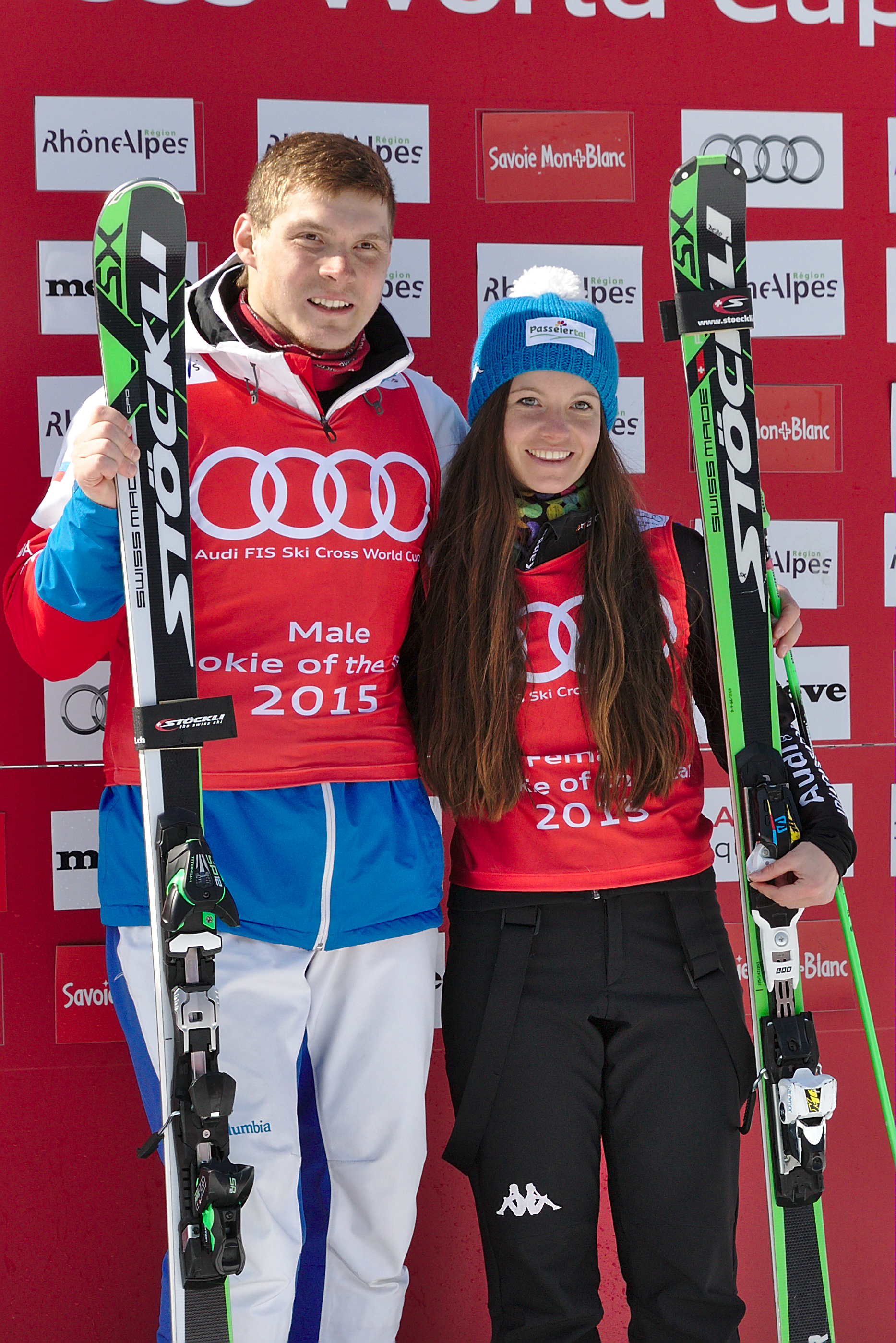
Pixner nel 2015 a Megève in Coppa del Mondo insieme al russo Sergej Ridzik

Nata a Merano, in Alto Adige, nel 1992, inizia con lo sci alpino, passando nel 2012 al freestyle, specializzandosi nella gara dello ski cross. Nello stesso anno partecipa alle sue prime gare importanti, debuttando anche in Coppa del Mondo, il 23 dicembre a San Candido.
Nel 2015 ottiene i suoi primi punti in Coppa del mondo, il 6 e 7 febbraio ad Arosa, in Svizzera, con un 11º e un 12º posto e arriva per la prima volta nelle prime 10 di Coppa del Mondo, con un doppio 7º posto il 14 e 15 febbraio ad Åre, in Svezia. Il 13 marzo a Megève, in Francia, ultima tappa di Coppa del Mondo, è 6ª. Chiude la stagione 2015 al 12º posto in classifica generale di Coppa del Mondo di ski cross, venendo premiata come Rookie of the year.
Nell'annata successiva si mantiene sugli stessi livelli, concludendo l'anno di Coppa del Mondo in 13ª posizione, con i migliori risultati ottenuti il 20 dicembre 2015 a San Candido (7º posto), il 23 gennaio 2016 a Nakiska, in Canada (8ª) e il 13 febbraio a Idre Fjäll, in Svezia (anche in questo caso 8ª).
Ad ottobre 2016 si rompe il crociato in allenamento sullo Stelvio, e deve quindi operarsi. Ritorna ad allenarsi 8 mesi dopo, a giugno 2017.
Il 21 dicembre 2017 arriva 7ª in Coppa del Mondo a San Candido e due mesi dopo è di scena ai Giochi Olimpici di Pyeongchang 2018, nella gara di ski cross, dove arriva 14ª nelle qualificazioni, in 1'15"72, passa il suo ottavo di finale con il 2º posto, dietro alla canadese Brittany Phelan, poi argento, ma viene eliminata ai quarti, dove arriva 3ª dietro alla stessa Phelan e alla francese Alizée Baron.

## Palmarès

### Coppa del Mondo
- Miglior piazzamento nella Coppa del Mondo di ski cross: 12ª nel 2015.